# 1784 en science
| Années de la science : 1781 - 1782 - 1783 - 1784 - 1785 - 1786 - 1787    |
| Décennies de la science : 1750 - 1760 - 1770 - 1780 - 1790 - 1800 - 1810 |

Cet article présente les faits marquants de l'année 1784 en science.

## Événements
- 19 janvier : la montgolfière Flesselles prend son envol du quartier des Brotteaux à Lyon[1].

- 6 février : le chirurgien britannique John Hunter lit devant la Society for the Improvement of Medical and Chirurgical Knowledge de Londres son mémoire Considérations sur l'inflammation de la membrane interne des veines dans lequel il décrit la phlébite[2].
- 13 février : au Royaume-Uni, Henry Cort obtient un brevet pour le procédé de puddlage qui permet de décarburer la fonte et d’obtenir des fers et aciers de qualité[3].

- 12 mars : le roi de France Louis XVI charge une commission royale d'examiner le magnétisme animal, en concurrence avec une commission de la Société de médecine de Paris nommée le 5 avril ; les deux condamnent cette pratique pour les médecins[4].
- 15 mars : le chimiste genevois Ami Argand obtient un brevet à Londres pour une lampe à huile à courant d'air et à cheminée de verre, dite lampe d'Argand, qui donne une flamme plus vive et sans fumée[5].

- 23 avril : Joseph Bramah dépose le brevet d'un système de serrure à pompe[6].
- 28 avril : James Watt dépose un brevet pour sa motion parallèle et d'autres améliorations de sa machine à vapeur[7].

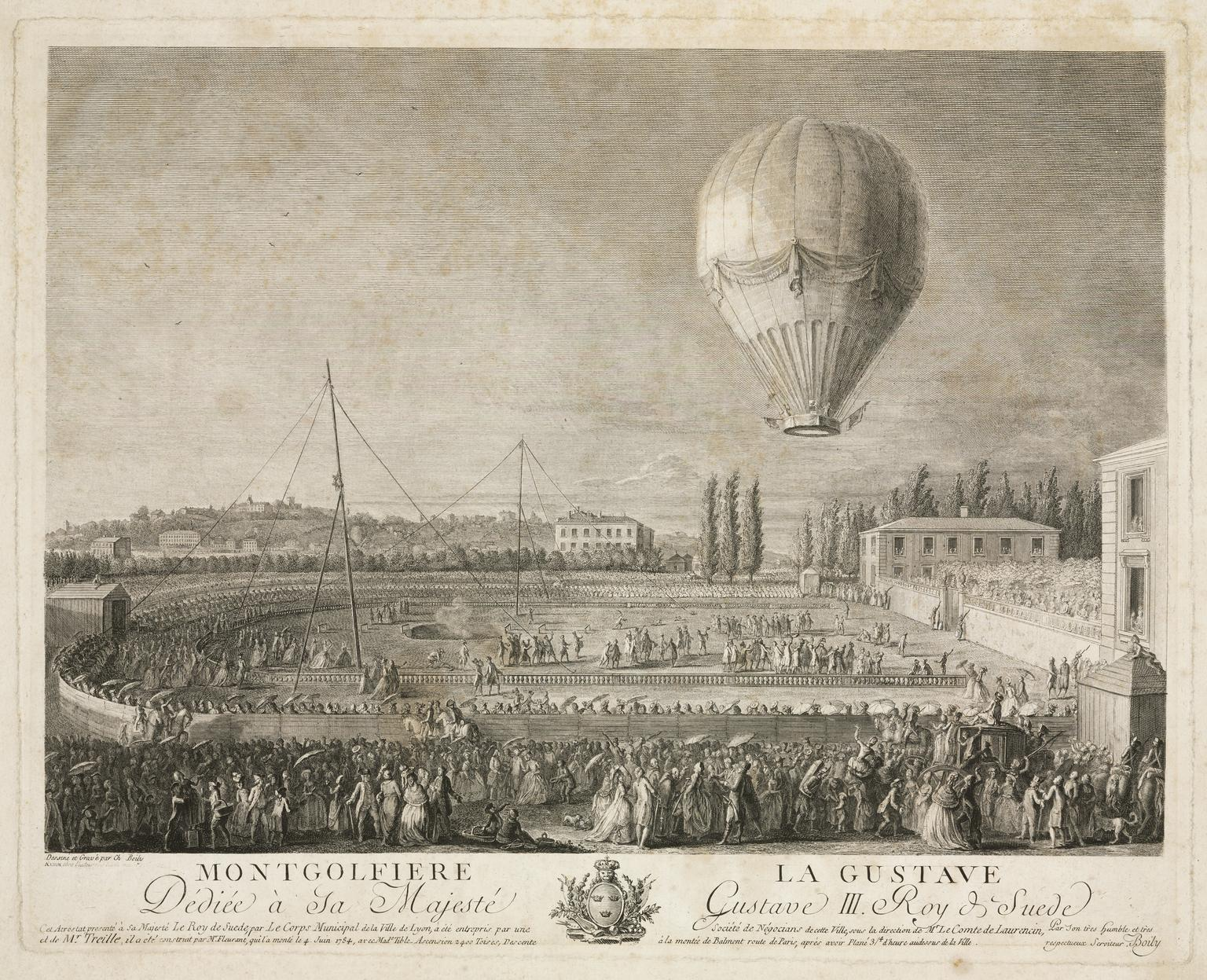
La montgolfière La Gustave par Charles-Ange Boily.

- 4 juin : Élisabeth Tible est la première femme à effectuer un vol à bord d'un aérostat libre à Lyon, la montgolfière La Gustave[1].
- 30 juin : le mathématicien français Paul Charpit présente à l'Académie royale des sciences un mémoire dans lequel il donne la méthode de résolution des équations aux dérivées partielles du premier ordre aujourd'hui connu comme la méthode des caractéristiques ; il meurt à la fin de l'année sa méthode n'est présentée qu'en 1814 par Sylvestre-François Lacroix[8].

- 21 août : l'homme d'État et scientifique américain Benjamin Franklin, alors à Paris, fait part dans une lettre à son ami George Whatley de sa possession de lunettes à double foyer (double spectacles), avec la lentille supérieure pour la vue de loin et la lentille inférieure pour la vue de près et la lecture[9].

- 10 septembre : l'astronome Edward Pigott découvre une nouvelle étoile variable, Eta Aquilae, la première céphéide identifiée[10].

- 19 octobre : l'astronome John Goodricke commence à York ses observations de l'étoile variable Delta Cephei. Elle devient le prototype des céphéides[10].

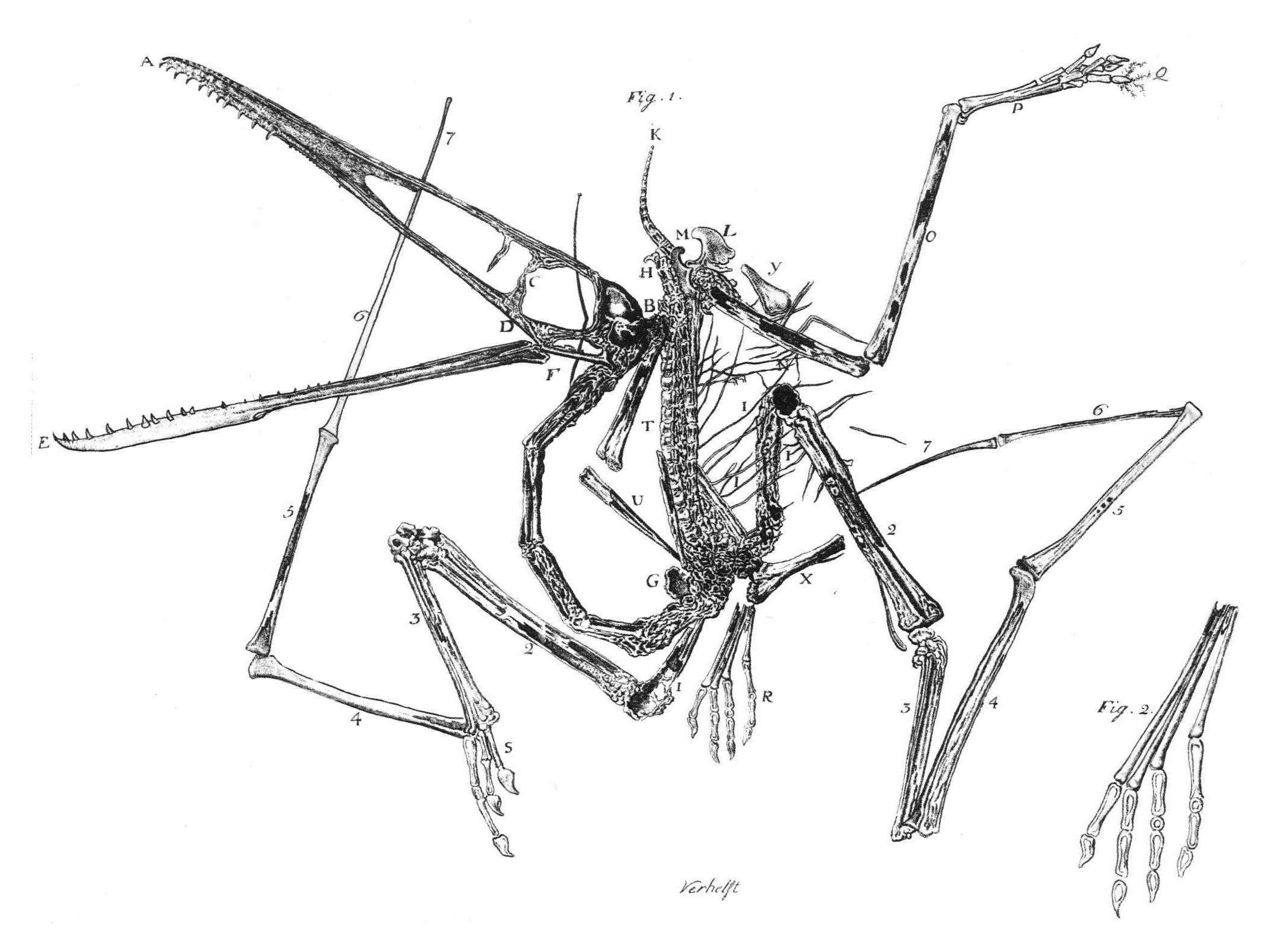
Gravure originale sur cuivre de l'holotype de Pterodactylus antiquus par Egid Verhelst II, publiée par Cosimo Alessandro Collini en 1784.

- Cosimo Collini fait la première description dans un mémoire[11] d'un fossile de ptérosaure découvert dans les carrières de calcaire lithographique d'Aischstedt en Bavière, avec des restes d'hyène, de rhinocéros et de crocodile éteints[12].
- Carl Friedrich Gauss, âgé de sept ans, aurait trouvé seul la méthode de sommation des entiers : {\displaystyle \textstyle 1+2+\dots +n={\frac {n(n+1)}{2}}}[13].
- Le chimiste suédois Carl Wilhelm Scheele isole l'acide citrique et l'acide oxalique[14].
- L’agronome britannique Arthur Young (1741-1820) lance un journal de vulgarisation, Annals of Agriculture[15].
- L'inventeur américain Oliver Evans construit près de Philadelphie la première minoterie à blé automatique[16].
- Création de la plus ancienne variété de noix aujourd'hui en noix de Grenoble : la Franquette[17].
- Andrew Meikle met au point une batteuse mécanique[18].

## Publications
- David Bourgeois : Recherches sur l'art de voler depuis la plus haute antiquité jusqu'à ce jour, Paris.
- Henry Cavendish : Experiments on Air. Il détermine la composition de l'acide nitrique.
- Barthélemy Faujas de Saint-Fond : Description des expériences de la machine aërostatiques de MM . de Montgolfier.
- René Just Haüy : Essai d'une théorie sur la structure des crystaux, appliquée à plusieurs genres de substances crystallisées, qui jette les bases de la cristallographie.
- Jean-Paul Marat : Notions élémentaires d'optique.
- Peter Simon Pallas : Flora rossica, 1784-88.

## Prix
- Médailles de la Royal Society
  - Médaille Copley : Edward Waring, (1736-1798), pour un article sur la sommation de séries dont le terme général est fonction du premier terme de la série.

## Naissances

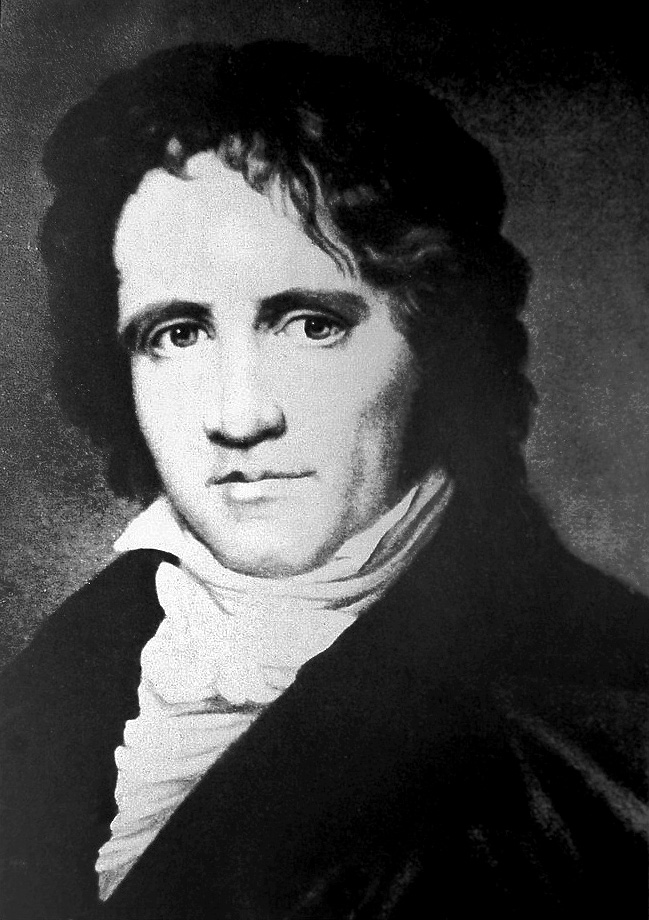
Friedrich Wilhelm Bessel

- 22 février : John Eatton Le Conte (mort en 1860), naturaliste américain.

- 12 mars : William Buckland (mort en 1856), géologue et paléontologue britannique.
- 22 mars : Samuel Hunter Christie (mort en 1865), scientifique et mathématicien britannique.

- 3 juin : William Yarrell (mort le 1er septembre 1856), ornithologue et naturaliste britannique.

- 22 juillet : Friedrich Wilhelm Bessel (mort en 1846), astronome et mathématicien allemand.
- 25 juillet : Richard William Howard Vyse (mort en 1853), militaire et anthropologue britannique.

- 20 septembre : Richard Griffith (mort en 1878), géologue irlandais.
- 26 septembre : Christopher Hansteen (mort en 1873), astronome et physicien norvégien.

- 3 octobre : Johann Karl Ehrenfried Kegel (mort en 1863), agronome et explorateur allemand.
- 6 octobre : Charles Dupin (mort en 1873), mathématicien, ingénieur et homme politique français.

- 25 novembre : Jean Louis Burckhardt (mort en 1817), explorateur et orientaliste suisse.

- Ioannis Karandinos (mort en 1834), mathématicien grec.

## Décès

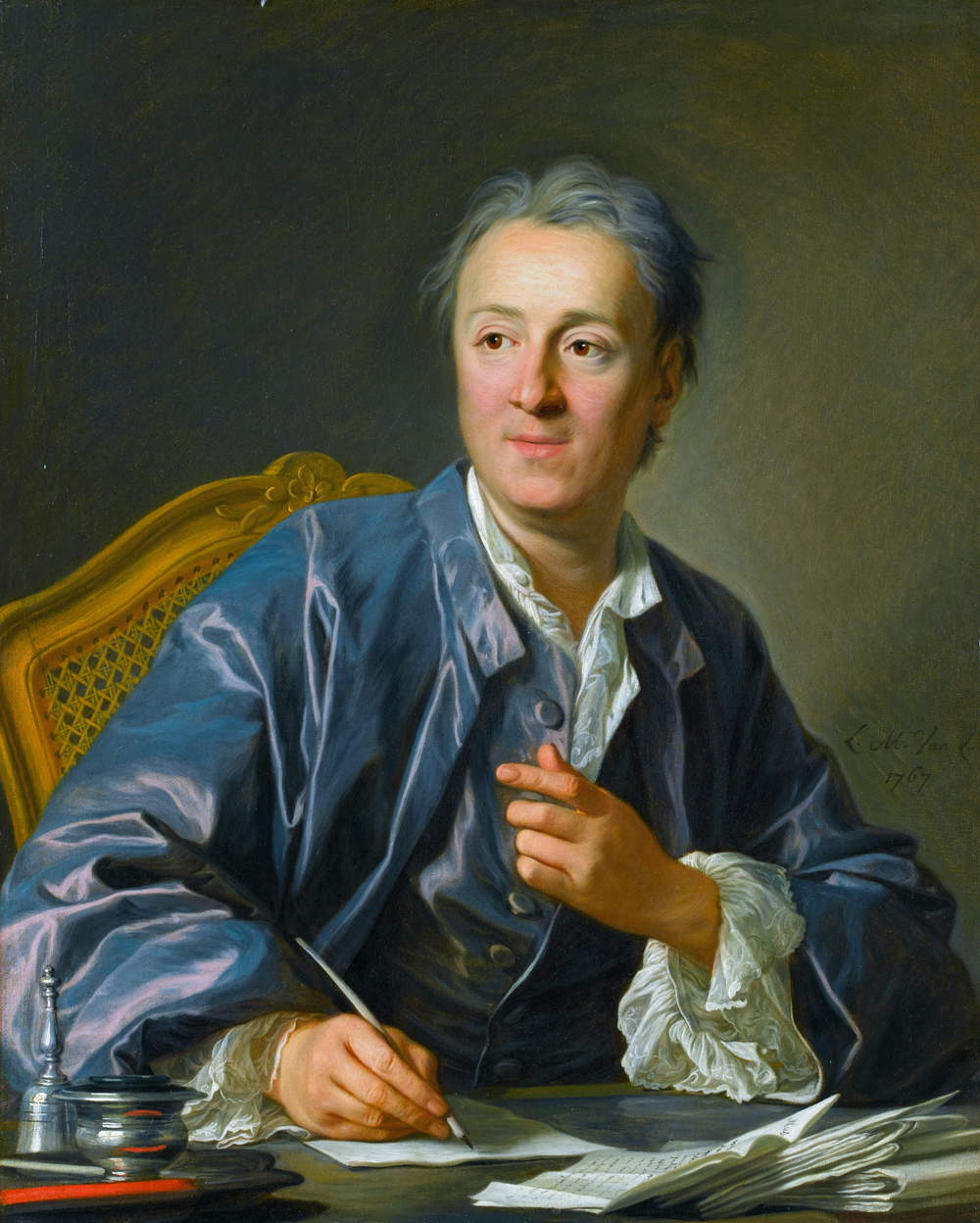
Denis Diderot par Louis-Michel van Loo, 1767.

- 15 février : Pierre Joseph Macquer (né en 1718), médecin et chimiste français.

- 26 mars : Samuel Engel (né en 1702), savant, bibliothécaire, géographe et agronome suisse.

- 4 avril : Paul Bosc d'Antic (né en 1726), médecin et chimiste français.
- 11 avril : Georg Jonathan von Holland (né en 1742), mathématicien et philosophe allemand.

- 12 mai : Abraham Trembley (né en 1710), naturaliste genevois.

- 7 juillet : Torbern Olof Bergman (né en 1735), chimiste suédois.
- 31 juillet : Denis Diderot (né en 1713), écrivain, philosophe et encyclopédiste français.

- 1er septembre : Jean-François Séguier (né en 1703), astronome et botaniste français.
- 4 septembre : César-François Cassini (né en 1714), astronome français.

- 21 novembre : Claude Richard (né en 1705), botaniste français.
- 22 novembre : Paolo Frisi (né en 1728), prêtre, astronome et mathématicien italien.

- 11 décembre : Anders Lexell (né en 1740), astronome et mathématicien suédois-russe.
- 26 décembre : Otto Friedrich Müller (né en 1730), zoologiste danois.
- 28 décembre : Paul Charpit, mathématicien français[8].